# シルトック

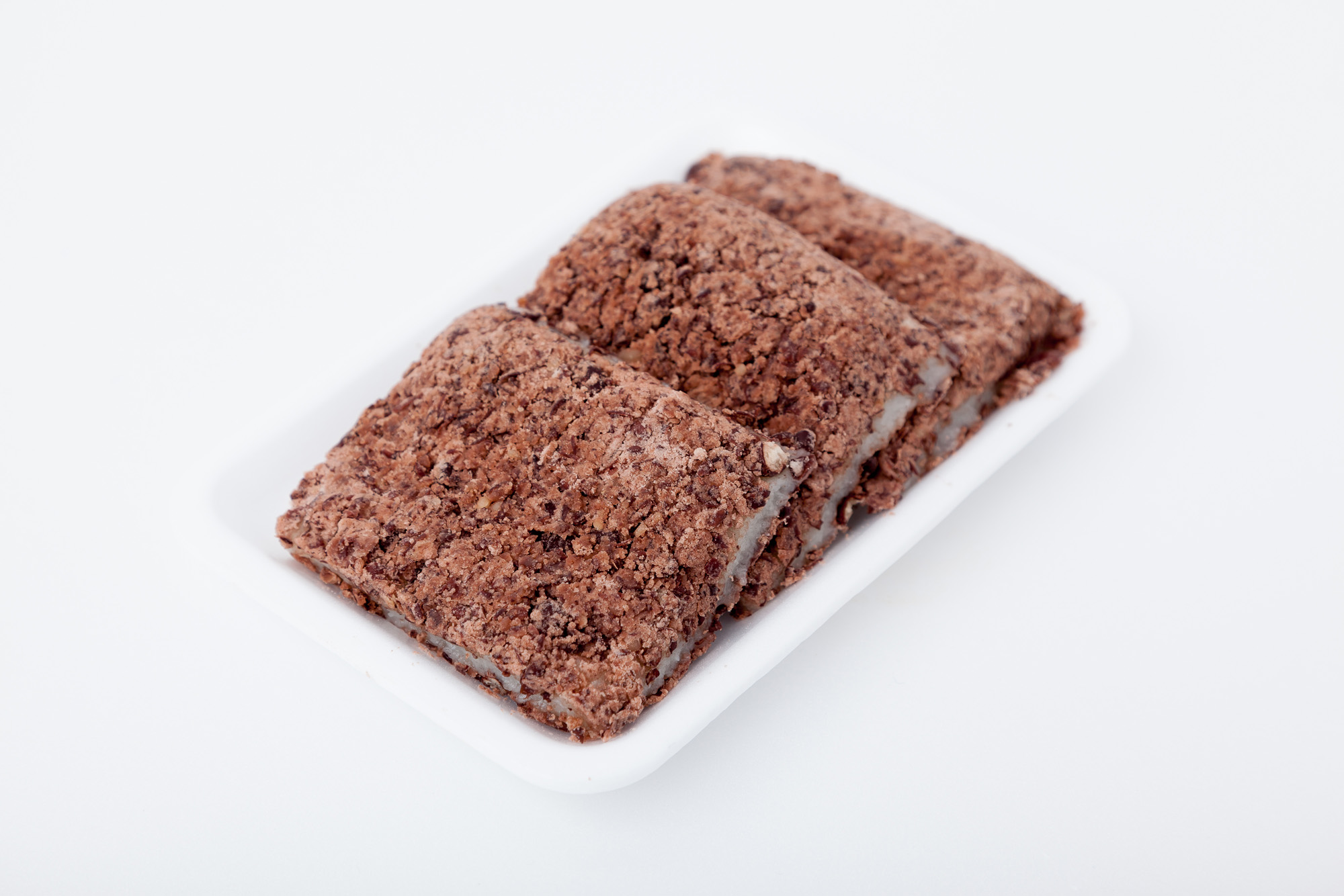
シルトック

シルトㇰ（韓国語: 시루떡）は、米粉や白玉粉を使用し、小豆や甘納豆を加えて蒸し上げる韓国の伝統的なトㇰ（餅菓子）の一つである。

## 概要
シルトックは韓国の蒸し餅菓子（トㇰ）の一種である。専用の蒸し器である「シル（시루）」を用いて、米粉またはもち米粉を蒸して作る。
小豆などの豆類を層状に挟み、米粉とともに蒸し上げる点が特徴である。
シルトㇰは、古くから韓国で祭祀や儀式の際に供物として用いられてきた。普段の食事として食べられることは少なく、特別な行事や儀礼のために作られることが多い。
小豆を用いたシルトㇰは、赤色が災厄や悪霊を追い払うと信じられ、厄除けや家内安全、幸福を願う儀式で用いられる。また、白色のみで作られる「ペㇰソㇽギ（백설기）」は、天神や山神、竜神など高位の神々に供える餅として使用される。
シルトックの起源は朝鮮半島古代に遡るとされ、トㇰの中でも最も古い形式と考えられている。

## 作り方
シルトㇰの作り方は家庭ごとに異なる。例えば、蒸し器（シル）の蓋を最後に少し開けておく方法や、特別な「コムル」（餅の表面にまぶす粉や具材）を使う方法などがある。
1. 小豆などを使って「コムル」（餅の具やトッピング）を作る。
2. 米粉に少量の熱湯を加えて混ぜ、ふるいにかける。
3. 蒸し器（シル）に、小豆のコムルと米粉を交互に重ねて入れ、蒸し上げる[2]。

## 類似菓子
類似菓子として、九州のこれもち（高麗餅）などがある。